# Hesperis kuerschneri
Hesperis kuerschneri är en korsblommig växtart som beskrevs av G. Parolly och K. Tan. Hesperis kuerschneri ingår i släktet hesperisar, och familjen korsblommiga växter. Inga underarter finns listade i Catalogue of Life.